# Fotogrammi d'argento 1983
La 33ª edizione dei Fotogrammi d'argento, assegnati dalla rivista spagnola di cinema Fotogramas, si è svolta il 10 marzo 1983.

## Premi e candidature

### Miglior film spagnolo
- I diavoli in giardino (Demonios en el jardín), regia di Manuel Gutiérrez Aragón

### Miglior film straniero
- E.T. l'extra-terrestre (E.T. the Extra-Terrestrial), regia di Steven Spielberg  ·   Stati Uniti

### Miglior attrice cinematografica
- Esperanza Roy - Vida/Perra
- Ana Belén - I diavoli in giardino (Demonios en el jardín)
- Marta Fernández Muro - Labirinto di passioni (Laberinto de pasiones)
- Ángela Molina - I diavoli in giardino (Demonios en el jardín)
- Silvia Munt - La plaça del Diamant

### Miglior attore cinematografico
- José Sacristán - L'alveare (La colmena)
- Imanol Arias - I diavoli in giardino (Demonios en el jardín) e Labirinto di passioni (Laberinto de pasiones)
- Joaquim Cardona - La plaça del Diamant
- Antonio Ferandis - Volver a empezar
- Victor Valverde - Hablamos esta noche

### Miglior interprete televisivo
- Charo Lopez - Los gozos y las sombras
- Carmen Elias - Pablo Virginia
- Adolfo Marsillach - Ramon y Cajal
- Eusebio Poncela - Los gozos y las sombras
- Amparo Rivelles - Los gozos y las sombras

### Miglior interprete teatrale
- Agustín González - Las bicicletas son para el verano
- Irene Gutierrez Caba - El cementerio de los pájaros
- Encarna Paso - El cementerio de los pájaros
- Esperanza Roy - Coronada y el toro
- Rosa Maria Sardà - Yo me bajo en la proxima ¿y usted? e Duet per a violi